# Монтаньяк-д’Оберош
Монтанья́к-д’Оберо́ш (фр. Montagnac-d'Auberoche) — коммуна во Франции, находится в регионе Аквитания. Департамент — Дордонь. Входит в состав кантона От-Перигор-Нуар. Округ коммуны — Перигё.
Код INSEE коммуны — 24284.

## География

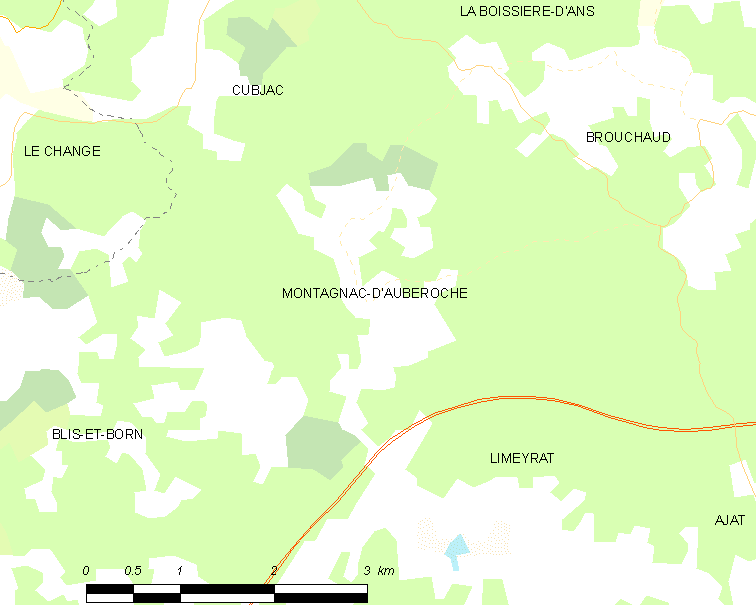
Карта коммуны

Коммуна расположена приблизительно в 430 км к югу от Парижа, в 130 км восточнее Бордо, в 19 км к востоку от Перигё.

### Климат
Климат умеренный океанический со средним уровнем осадков, которые выпадают преимущественно зимой. Лето здесь долгое и тёплое, однако также довольно влажное, здесь не бывает регулярных периодов летней засухи. Средняя температура января — 5 °C, июля — 18 °C. Изредка вследствие стечения неблагоприятных погодных условий может наблюдаться непродолжительная засуха или случаются поздние заморозки. Климат меняется очень часто, как в течение сезона, так и год от года.

## Население
Население коммуны на 2010 год составляло 144 человека.
| 1962 | 1968 | 1975 | 1982 | 1990 | 1999 | 2010 |
| ---- | ---- | ---- | ---- | ---- | ---- | ---- |
| 130  | 102  | 96   | 99   | 111  | 105  | 144  |

## Администрация
| Период | Период | Фамилия         | Партия        | Примечания |
| ------ | ------ | --------------- | ------------- | ---------- |
| ?      | 1959   | Мишель Бетуле   |               |            |
| 1959   | 2008   | Жан Флажа       |               |            |
| 2008   | 2014   | Жерар Дево      | Разные правые | пенсионер  |
| 2014   | 2020   | Александра Дюма |               |            |

## Экономика
В 2010 году среди 85 человек трудоспособного возраста (15-64 лет) 65 были экономически активными, 20 — неактивными (показатель активности — 76,5 %, в 1999 году было 63,5 %). Из 65 активных жителей работали 60 человек (33 мужчины и 27 женщин), безработных было 5 (0 мужчин и 5 женщин). Среди 20 неактивных 5 человек были учениками или студентами, 9 — пенсионерами, 6 были неактивными по другим причинам.

## Достопримечательности
- Церковь Св. Марка[фр.] (XII век). Исторический памятник с 1981 года[5]
- Замок Балоран[6]
- Замок Буйан (XIX век)[7]
- Замок Сельяк (1745 год)[8]

## Фотогалерея

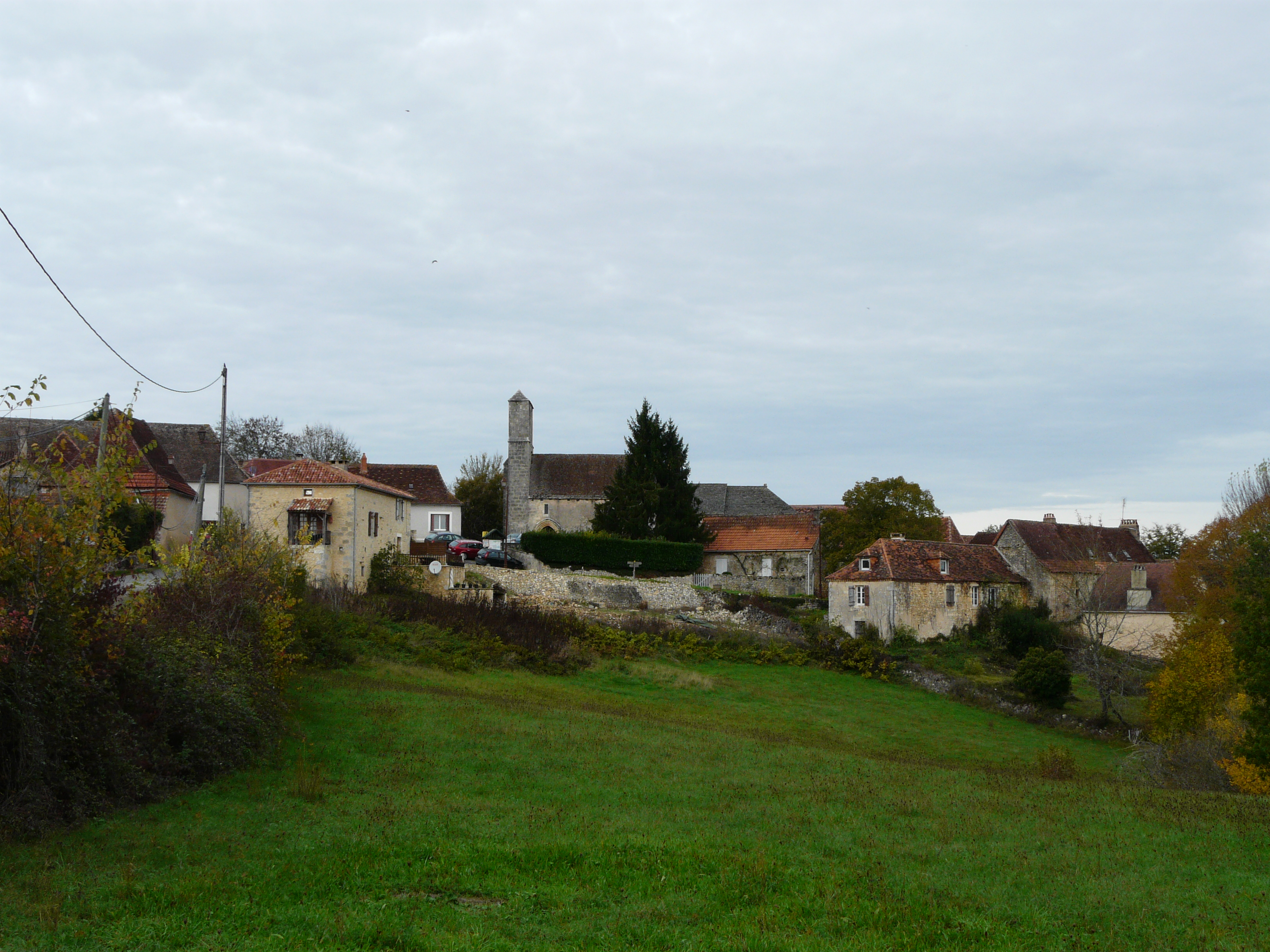
Монтаньяк-д’Оберош
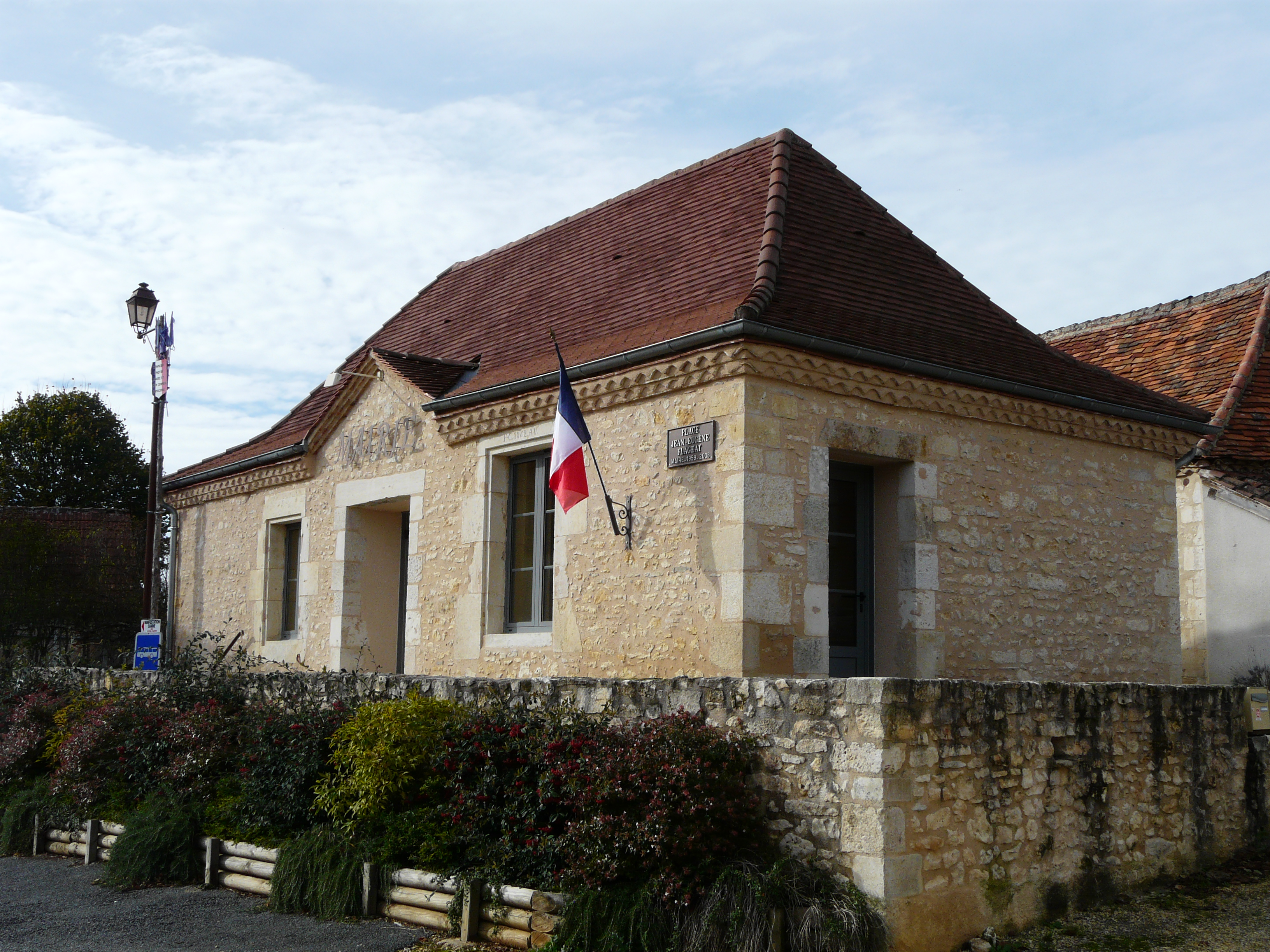
Мэрия
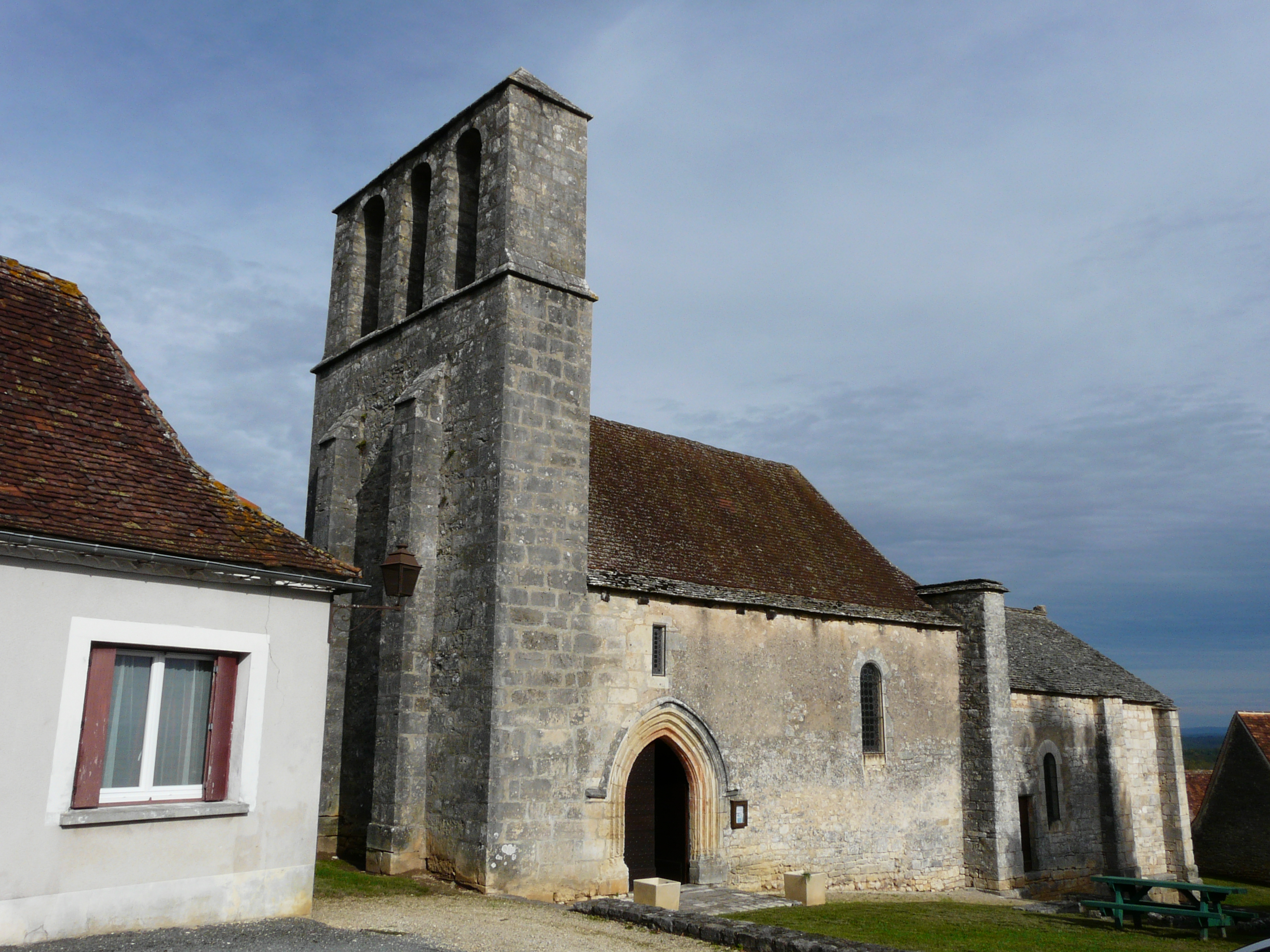
Церковь Св. Марка
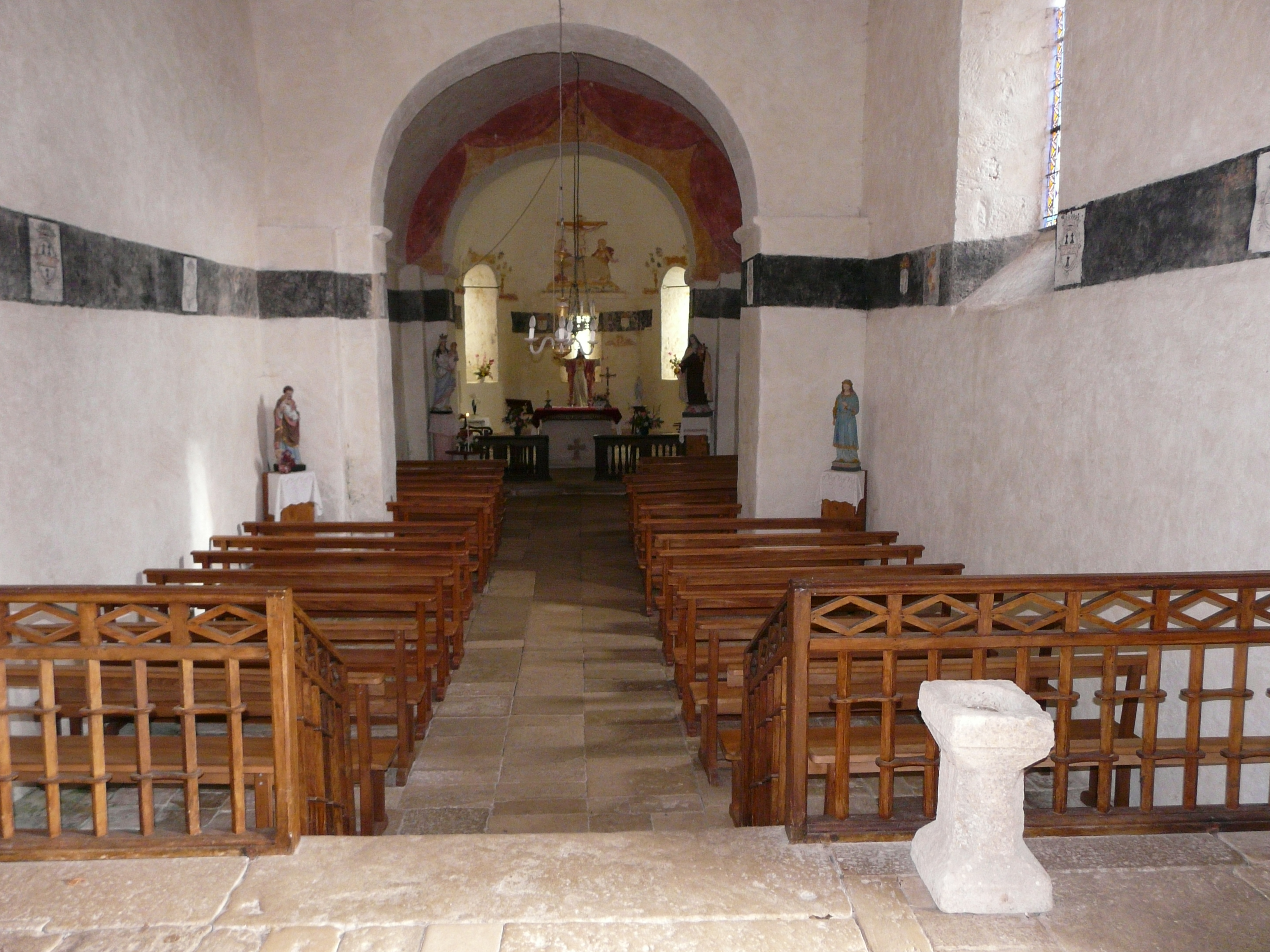
Интерьер церкви Св. Марка
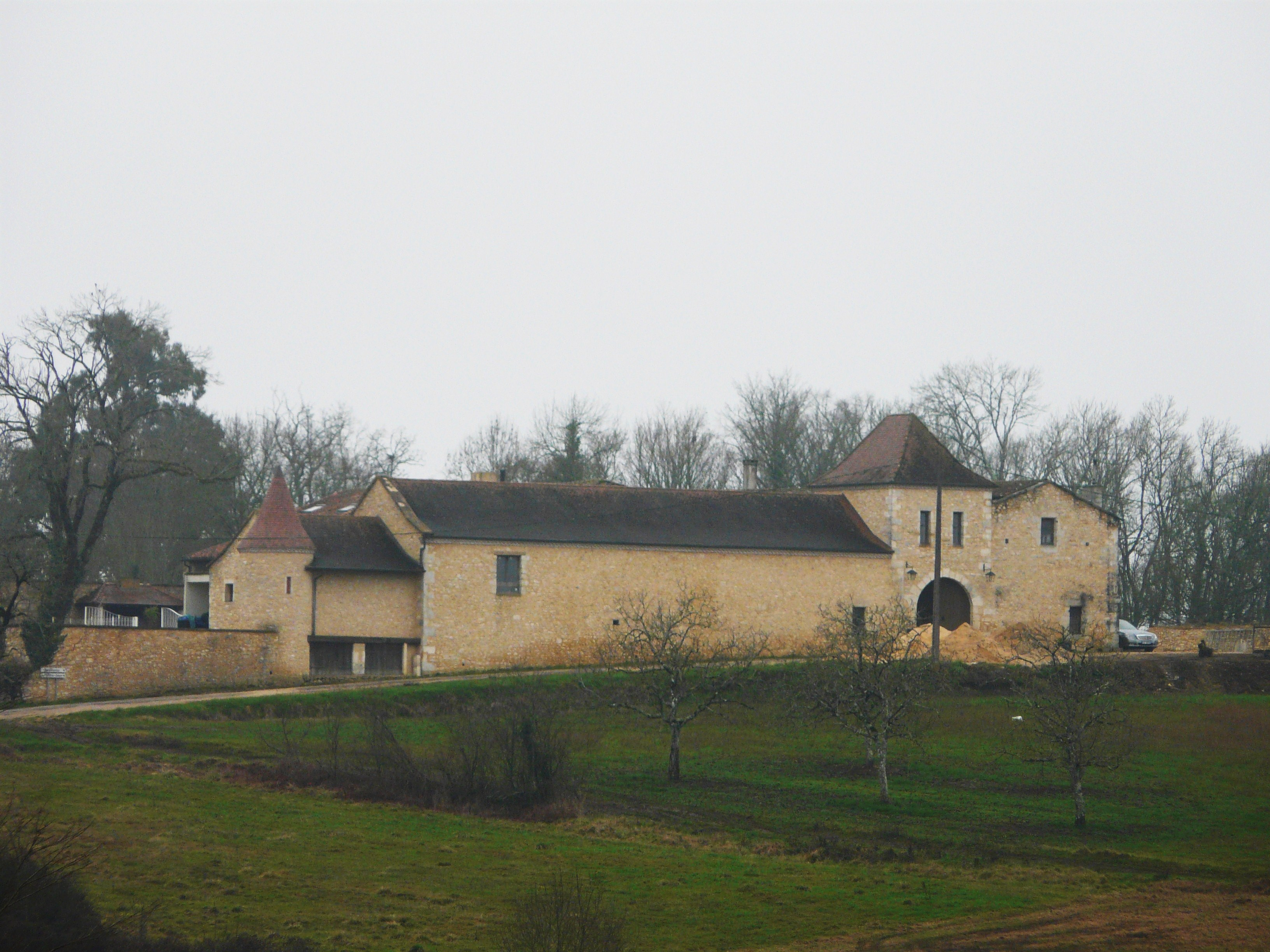
Замок Буйан
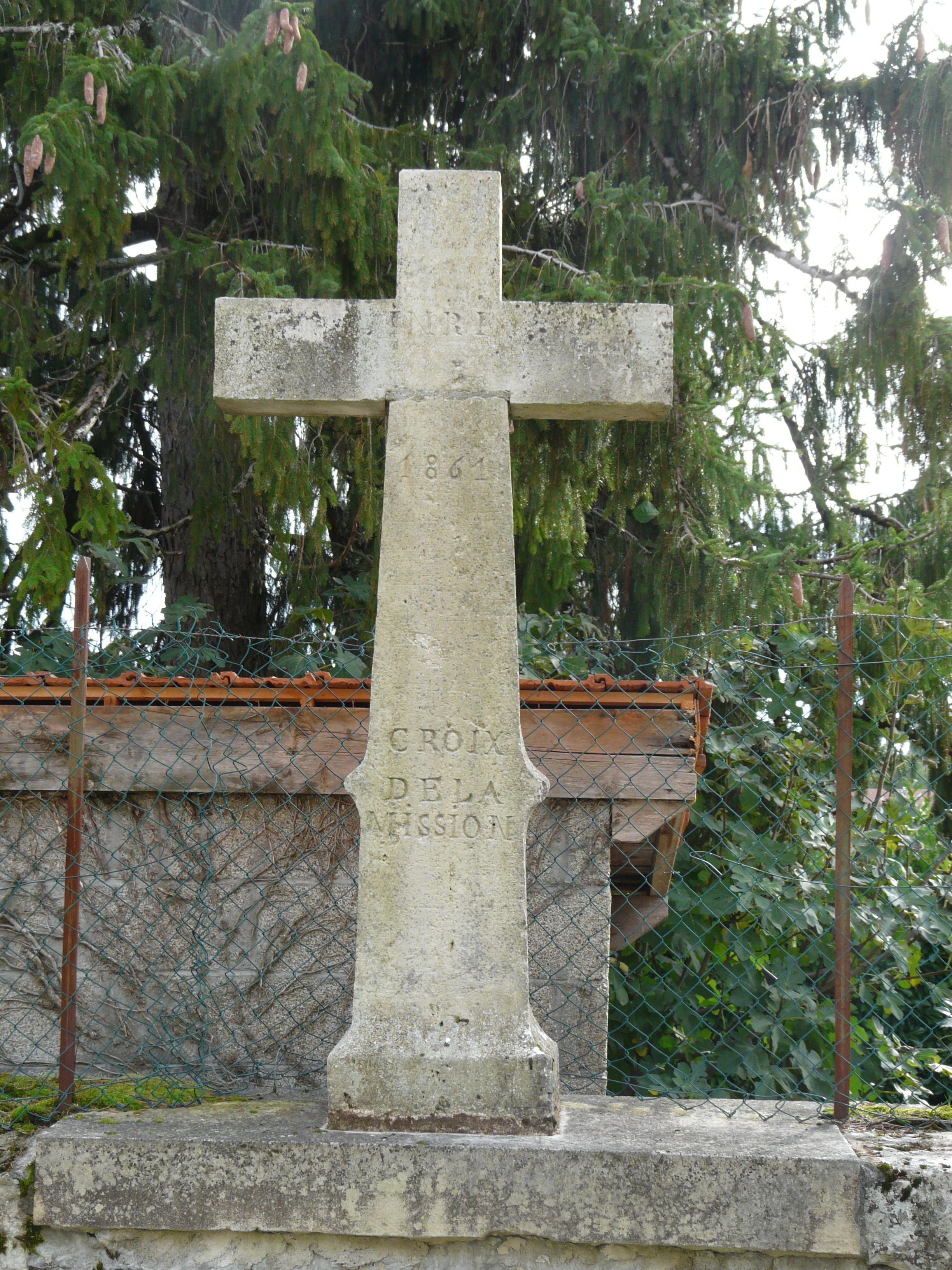
Крест
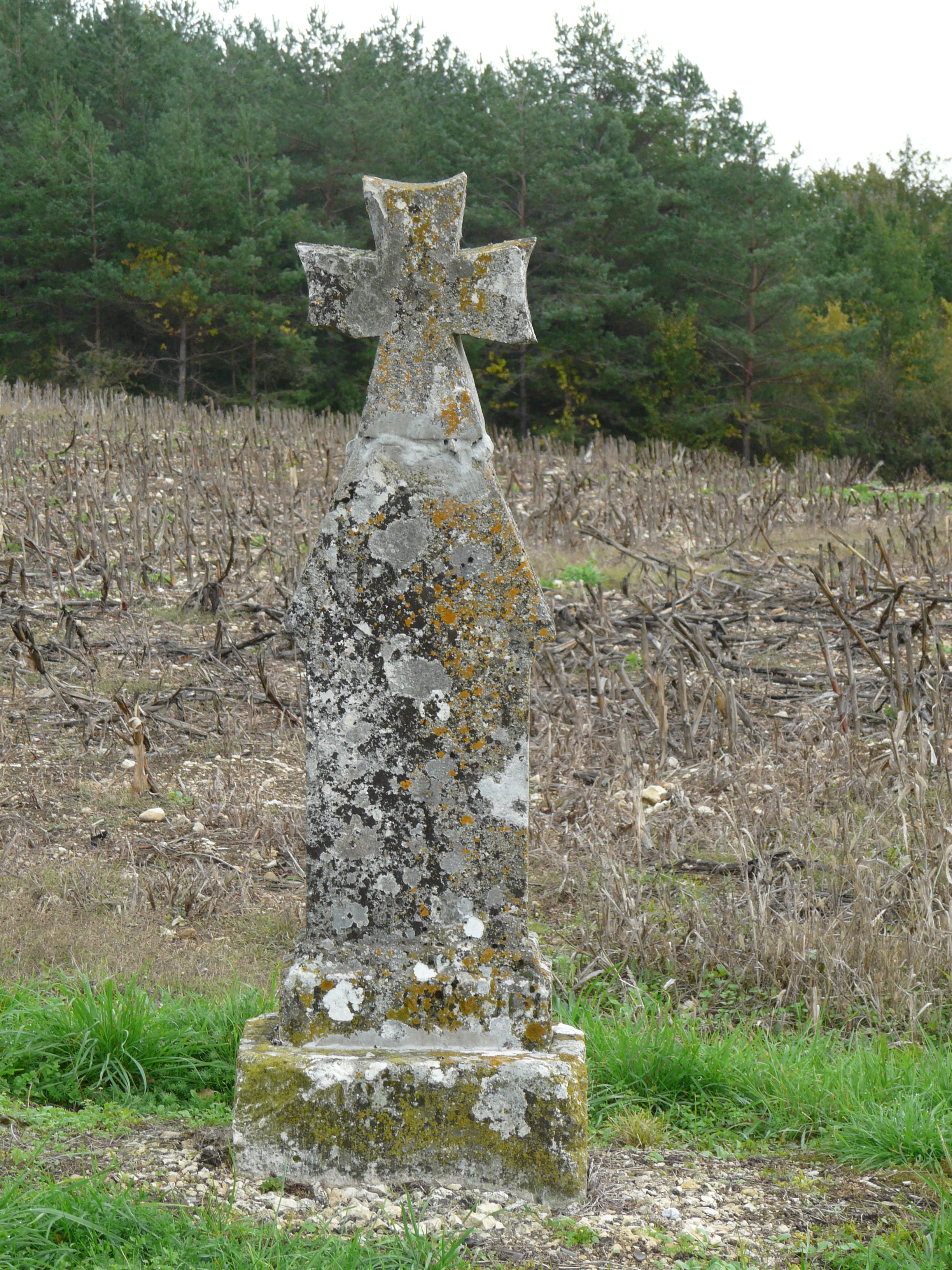
Крест